# Pristimantis chiastonotus
Eleutherodactylus chiastonotus là một loài động vật lưỡng cư trong họ Strabomantidae, thuộc bộ Anura. Loài này được Lynch & Hoogmoed mô tả khoa học đầu tiên năm 1977.
Nó được tìm thấy ở Brasil, Guyane thuộc Pháp, Suriname, và có thể cả Guyana. Các môi trường sống tự nhiên của chúng là các khu rừng ẩm ướt đất thấp nhiệt đới hoặc cận nhiệt đới, vườn nông thôn, và các khu rừng trước đây bị suy thoái nặng nề. Loài này đang bị đe dọa do mất môi trường sống.